# Elektrownia jądrowa Chinon

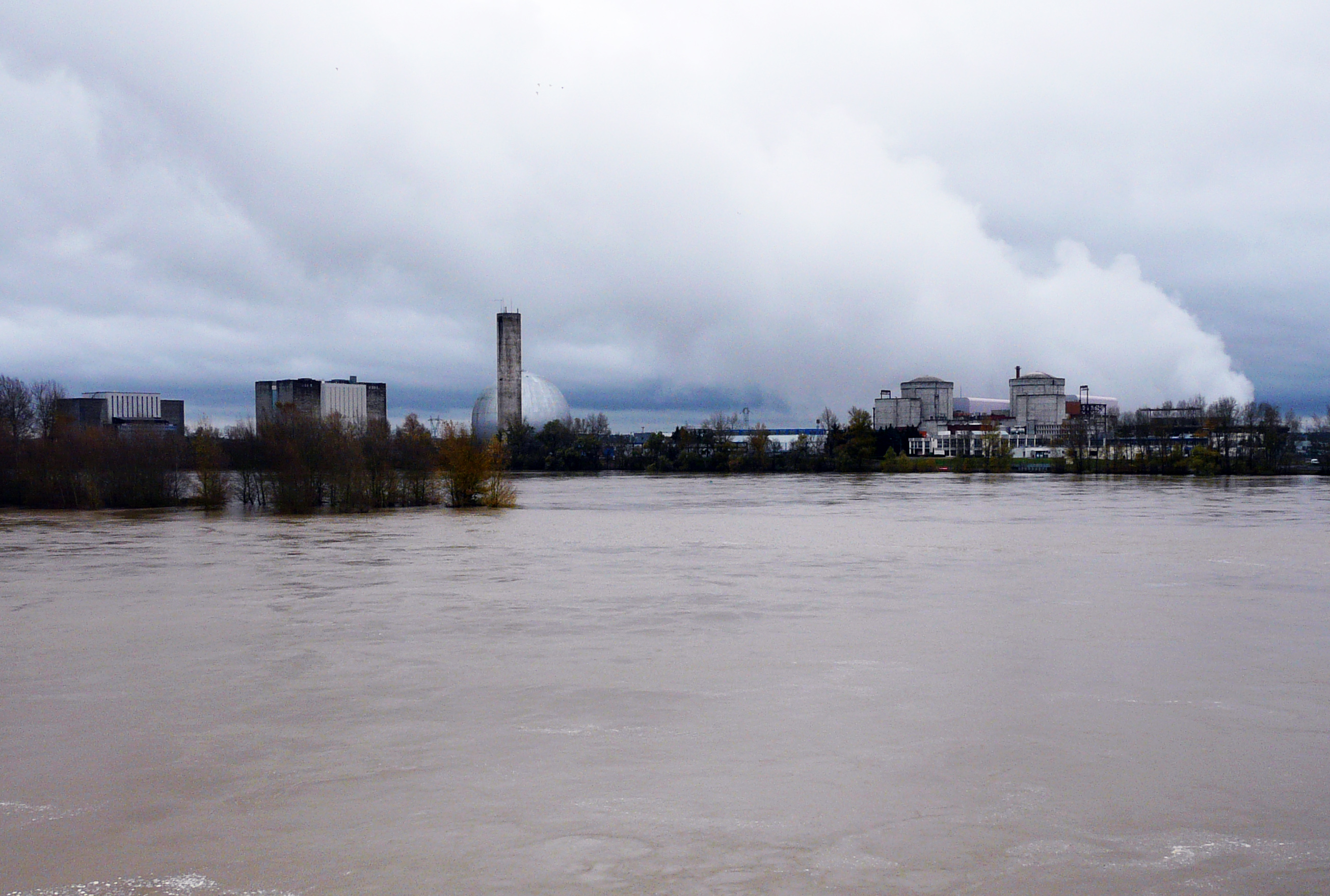
Elektrownia jądrowa Chinon

Elektrownia jądrowa Chinon (fr. Centrale nucléaire de Chinon) – francuska elektrownia jądrowa położona koło miejscowości Chinon i Avoine, nad rzeką Loarą. Składa się z dwóch zakładów, z których starszy, z trzema reaktorami chłodzonymi gazem, został ostatecznie wyłączony w 1990. Zatrudnia ok. 1350 pracowników. Elektrownia pokrywa około 6% francuskiego zapotrzebowania na energię elektryczną. Turbiny dostarczył Alstom.
Od 1986 blok A1 stanowi część Francuskiego Muzeum Atomu.
Działające bloki planuje się wyłączyć w latach 2024-2028.

## Reaktory
| Nazwa bloku   | Typ reaktora | Producent / Dostawca  | Właściciel            | Operator              | Rozpoczęcie budowy  | Stan krytyczny       | Włącz. do sieci      | Trwałe wyłączenie | Moc elektr. netto (MW) | Moc elektr. brutto (MW) | Moc termiczna (MW) |
| ------------- | ------------ | --------------------- | --------------------- | --------------------- | ------------------- | -------------------- | -------------------- | ----------------- | ---------------------- | ----------------------- | ------------------ |
| Chinon-1 (A1) | GCR (UNGG)   | Électricité de France | Électricité de France | Électricité de France | 1 lutego 1957       | 16 września 1962     | 14 czerwca 1963      | 16 kwietnia 1973  | 70                     | 80                      | 300                |
| Chinon-2 (A2) | GCR (UNGG)   | Électricité de France | Électricité de France | Électricité de France | 1 sierpnia 1959     | 17 sierpnia 1964     | 24 lutego 1965       | 14 czerwca 1985   | 180                    | 230                     | 800                |
| Chinon-3 (A3) | GCR (UNGG)   | Électricité de France | Électricité de France | Électricité de France | 1 marca 1961        | 1 marca 1966         | 4 sierpnia 1966      | 15 czerwca 1990   | 360                    | 480                     | 1170               |
| Chinon-B1     | PWR (CP2)    | Framatome             | Électricité de France | Électricité de France | 1 marca 1977        | 28 października 1982 | 30 listopada 1982    |                   | 905                    | 954                     | 2785               |
| Chinon-B2     | PWR (CP2)    | Framatome             | Électricité de France | Électricité de France | 1 marca 1977        | 23 września 1983     | 29 listopada 1983    |                   | 905                    | 954                     | 2785               |
| Chinon-B3     | PWR (CP2)    | Framatome             | Électricité de France | Électricité de France | 1 października 1980 | 18 września 1986     | 20 października 1986 |                   | 905                    | 954                     | 2785               |
| Chinon-B4     | PWR (CP2)    | Framatome             | Électricité de France | Électricité de France | 1 lutego 1981       | 13 października 1987 | 14 listopada 1987    |                   | 905                    | 954                     | 2785               |